# BepiColombo
«Бе́пиКоло́мбо» (англ. BepiColombo) — совместная автоматическая космическая миссия Европейского космического агентства (EKA) и Японского агентства аэрокосмических исследований (JAXA) по исследованию Меркурия. На орбиту планеты будут выведены два аппарата: Mercury Planetary Orbiter и Mercury Magnetospheric Orbiter.
Запуск в космос произошёл 20 октября 2018 года в 01:45 по UTC. Прибытие к Меркурию планируется в ноябре 2026 года, после пролёта Земли, двух пролётов Венеры, и 6 пролётов Меркурия.  

## Название
BepiColombo назван в честь итальянского математика и инженера Джузеппе Коломбо из Падуанского университета в Италии. Он разработал теорию гравитационного манёвра, которая используется для полётов космических аппаратов к другим планетам. Коломбо участвовал в разработке трассы корабля Маринер-10, космического аппарата, вторым совершившим гравитационный манёвр (около Венеры).

## Ход миссии
| Сегодня 2461 день из 2950 дней полёта до выхода на орбиту Меркурия. Выход на орбиту Меркурия ожидается через 1 год 4 месяца 1 день. Из всего пути: 83,4 % завершено |  |
| \| \| \| |  |
| |  |

EKA в содружестве с JAXA утвердили программу BepiColombo в 2008 году, в ходе которой планируется исследовать ближайшую к Солнцу планету — Меркурий. Проектная стоимость программы 350 млн евро. Миссия будет состоять из двух космических аппаратов, работающих на разных орбитах.
Запуск был осуществлён с помощью ракеты-носителя Ариан-5 20 октября 2018 года с космодрома во Французской Гвиане.
Для экономии топлива в течение полёта BepiColombo совершит девять гравитационных манёвров: один раз у Земли, дважды у Венеры и шесть раз у Меркурия.
| Гравитационные манёвры |                           |                    |           |
| №                      | Гравитационный манёвр     | Дата события (UTC) | Результат |
| 0                      | Запуск                    | 20 октября 2018    | успех     |
| 1                      | Пролёт Земли              | 10 апреля 2020     | успех     |
| 2                      | Первый пролёт Венеры      | 15 октября 2020    | успех     |
| 3                      | Второй пролёт Венеры      | 11 августа 2021    | успех     |
| 4                      | Первый пролёт Меркурия    | 2 октября 2021     | успех     |
| 5                      | Второй пролёт Меркурия    | 23 июня 2022       | успех     |
| 6                      | Третий пролёт Меркурия    | 20 июня 2023       | успех     |
| 7                      | Четвёртый пролёт Меркурия | 4 сентября 2024    | успех     |
| 8                      | Пятый пролёт Меркурия     | 1 декабря 2024     | успех     |
| 9                      | Шестой пролёт Меркурия    | 8 января 2025      | успех     |
| 10                     | Выход на орбиту Меркурия  | ноябрь 2026        |           |

Полёт до Меркурия продлится 8 лет, выход на его орбиту ожидается в ноябре 2026 года. Учёные ожидают, что обе станции смогут проработать в окрестностях Меркурия как минимум год. До сих пор единственными искусственными аппаратами, пролетевшими вблизи Меркурия, были американские «Маринер-10» (середина 1970-х; совершил три пролёта планеты и передал изображения планеты) и Мессенджер (запущен в 2004 году; совершил первый пролёт Меркурия в 2008, а на круговую орбиту вокруг Меркурия вышел в начале 2011; завершил полёт в апреле 2015 года).
Цели проекта «БепиКоломбо»:
- изучить состав поверхности Меркурия и окружающего его пространства;
- оценить геологическую историю развития планеты;
- изучить химический состав поверхности и её внутреннюю структуру;
- проанализировать происхождение магнитного поля и исследовать его взаимодействие с солнечным ветром;
- картировать распространённость водородсодержащих соединений и водяного льда в полярных областях.

Во время гравитационного манёвра у Земли, перелётный модуль Mercury Transfer Module миссии BepiColombo приблизился к поверхности нашей планеты на 12 689 км в 07:25 МСК 10 апреля 2020 года. В это время работали три селфи камеры на перелётном модуле MTM, шесть из одиннадцати приборов на борту аппарата Mercury Planetary Orbiter и семь датчиков трёх приборов аппарата Mercury Magnetospheric Orbiter. Кроме того, меркурианский радиометр и тепловой инфракрасный спектрометр (MERTIS) аппарата MPO с расстояния 700 тыс км провёл наблюдения Луны, зафиксировав максимальную температуру около 100 °C.
Во время пролётов у Венеры 15 октября 2020 года и 11 августа 2021 года планируется исследовать атмосферу Венеры приборами MPO — MERTIS и ультрафиолетовым спектрометром PHEBUS. С помощью немецкого прибора MERTIS планируется подтвердить наличие в атмосфере Венеры фосфина, с помощью российского прибора МГНС (Меркурианский гамма- и нейтронный спектрометр) учёные попытаются найти в атмосфере Венеры пары воды.
15 октября «БепиКоломбо» совершил второй по счету и первый вблизи Венеры гравитационный манёвр, пройдя в 03:58 по Всемирному времени на минимальном расстоянии около 10 720 км от поверхности планеты. Во время пролёта камеры и большая часть научных инструментов была активна, исследуя атмосферу и магнитное поле Венеры.
В сентябре 2024 года было заявлено, что из-за проблем в электрических системах станции её двигатели не могут работать на полной мощности, в связи с чем было принято решение об изменении траектории полёта космического аппарата, что привело к изменению даты планируемого выхода на орбиту Меркурия с 5 декабря 2025 года на ноябрь 2026 года.

## Состав
BepiColombo представляет собой комплекс из трёх жёстко сцепленных совместно летящих космических аппаратов. Общие габариты комплекса 3,9 x 3,6 x 6,3 метров (~30 м в ширину с раскрытыми солнечными панелями транспортного модуля MTM), а вес составляет ~4,1 тонны, из которых ~1,4 тонны — топливо.

### Mercury Transfer Module
Mercury Transfer Module (MTM), разработка Европейского космического агентства — перелётный модуль, который доставит к Меркурию аппараты MPO и MMO. Габариты модуля составляют 3,5 x 3,7 x 2,3 метров (~30 м в ширину с раскрытыми солнечными панелями), а вес — ~1100 килограмм. Энергией его обеспечивают две складные солнечные батареи по 14 метров длиной каждая и общей площадью 42 м². Такие большие панели потребовались из-за того, что им предстоит работать вблизи от Солнца и во избежание перегрева и деградации элементов панелей, панели будут ориентированы под непрямым углом к Солнцу, что снижает их КПД. Модуль оснащён 4 маневровыми электрическими ракетными двигателями QinetiQ T6, работающими на ксеноне, и 24 двухкомпонентными жидкостными ракетными двигателями ориентации, работающими на паре монометилгидразин и MON3.

### Mercury Planetary Orbiter
Mercury Planetary Orbiter (MPO), разработка Европейского космического агентства — аппарат для изучения поверхности и внутреннего строения планеты со слабо вытянутой полярной орбиты (400 км на 1500 км). В частности, планируется создание мультиволновой карты поверхности планеты. Вес аппарата составляет 1230 килограмм, из которых 85 кг приходится на научные приборы.
Содержит 11 научных приборов:
- BELA (BepiColombo Laser Altimeter) — разработан Швейцарией и Германией;
- ISA (Italian Spring Accelerometer) — разработан Италией;
- MERMAG (Mercury Magnetometer) — разработан Германией и Великобританией;
- MERTIS-TIS (Mercury Thermal Infrared Spectrometer) — разработан Германией;
- MIXS (Mercury Imaging X-ray Spectrometer) — разработан Великобританией и Финляндией;
- MORE (Mercury Orbiter Radio science Experiment) — разработан Италией и США;
- SERENA (Search for Exosphere Refilling and Emitted Neutral Abundances (Neutral and ionised particle analyser)) — разработан Италией, Швецией, Австрией и США, содержит Strofio mass spectrometer из программы Discovery НАСА;
- SIMBIO-SYS (Spectrometers and Imagers for MPO BepiColombo Integrated Observatory System) (High resolution and stereo cameras, visual and near infrared spectrometer) — разработан Италией, Францией и Швейцарией;
- SIXS (Solar Intensity X-ray Spectrometer) — разработан Финляндией и Великобританией.

Научные приборы с российским участием в составе миссии:
- МГНС («Меркурианский гамма и нейтронный спектрометр») или MGNS (Mercury Gamma ray and Neutron Spectrometer)[25]. Предназначен для регистрации потоков нейтронов и гамма-квантов от поверхности планеты и в космическом пространстве[26]. Задачи: изучение элементного состава вещества поверхности Меркурия, что позволит уточнить представления об образовании и эволюции планеты; измерения отношения калия к торию и сопоставление этой величины с теми, что известны о других планетах земной группы, а также изучение полярных районов Меркурия и сопоставление их с полярными районами Луны[26]. Прибор разработан в отделе ядерной планетологии ИКИ РАН России[26].
- PHEBUS (Probing of Hermean Exosphere by Ultraviolet Spectroscopy)[27] — ультрафиолетовый спектрометр для измерения состава и динамики экзосферы Меркурия. Головной разработчик — Национальный центр космических исследований Франции. Разработка отдела физики планет ИКИ РАН — входной оптический блок с системой наведения прибора в заданном направлении. Также в разработке участвует Япония.
- PICAM (англ. Planetary Ion Camera) — панорамный энерго-масс-спектрометр положительно заряженных ионов в составе плазменного комплекса SERENA (англ. Search for Exospheric Refilling and Emitted Natural Abundances), совместная разработка учёных Австрии, Франции и России. Главная задача эксперимента — исследования потока ионов с поверхности планеты и ионов солнечного ветра в магнитосфере Меркурия, и таким образом, изучение грунта Меркурия и его взаимодействия с экзосферой планеты. Цели эксперимента — определить химический состав грунта, изучить физические процессы выброса с поверхности нейтральных частиц и измерить потоки магнитосферных ионов, которые возвращаются на поверхность; понять, существует ли у Меркурия ионосфера и каким образом происходит конвекция плазмы вблизи него, прояснить структуру магнитосферы и особенности её взаимодействия с солнечным ветром. Вклад ИКИ РАН — разработка электронно-оптической схемы.

### Mercury Magnetospheric Orbiter
Mercury Magnetospheric Orbiter (MMO), разработка Японского агентства аэрокосмических исследований — аппарат для исследования магнитного поля и магнитосферы Меркурия с высокоэллиптической полярной орбиты (400 км на 12 000 км). Вес аппарата составляет 255 килограмм, из которых 45 кг приходится на научные приборы.
Содержит пять научных приборов.
- MPPE (Mercury Plasma Particle Experiment)
- MGF (Magnetic Field Investigation)
- PWI (Plasma Wave Investigation)
- MDM (Mercury Dust Monitor)

Приборы с российским участием в составе миссии:
- MSASI (Mercury Sodium Atmospheric Spectral Imager)[28] — камера наблюдения в лучах натрия, разработанная в кооперации России и Японии. Главная задача прибора — определение причин появления натрия в экзосфере Меркурия. Российский вклад — блок оптико-механической развёртки для получения изображения — разработан в отделе физики планет ИКИ РАН.